# 尹鄒燮
尹 鄒燮（ユン・チュソプ、朝鮮語: 윤추섭、1897年1月2日 - 1972年3月18日）は、大韓民国の政治家。第5代韓国国会議員。

## 経歴
全羅南道谷城郡出身。漢文修学。光復後は大韓独立促成国民会光州支部財政部長、民主国民党全南道党財政部長、民主党谷城郡党委員長・中央委員などを務めた。
1960年の第5代総選挙に谷城郡選挙区から民主党所属で立候補して当選した。1972年3月18日に谷城郡立面の自宅で高血圧により死去。享年75。